# Lamont Hamilton
Lamont Alexander Hamilton (New York, 6 aprile 1984) è un ex cestista statunitense.

## Palmarès

### Individuale
- All-ULEB Eurocup Second Team: 1

Bilbao Berri: 2012-13